# Myrcia oreioeca
Myrcia oreioeca är en myrtenväxtart som beskrevs av Hjalmar Frederik Christian Kiaerskov. Myrcia oreioeca ingår i släktet Myrcia och familjen myrtenväxter. Inga underarter finns listade i Catalogue of Life.